# Susanne Vendsalu
Susanne Vendsalu, född 1954, är en svensk målare, verksam i Altea, Spanien.
Hon arbetar främst med måleri, men även med installationer och foto, barnböcker samt animationer. Examen vid Konstfack 1981. Representerad inom stat, kommuner och landsting i Sverige samt Spanien.